# 泰普诉赫尔利案
泰普诉赫尔利案（66 Cal. 473 （1885））是加利福尼亚最高法院的里程碑式的案件。在该案中，法院裁定，基于华裔美国学生的血统而将他们排除在公立学校之外的做法是非法的。在学校董事会败诉后，旧金山学校主管安德鲁·J·莫尔德（Andrew J. Moulder）的敦促通过了州级法案，建立了一所隔离但平等的种族隔离学校，与同时期的普莱西诉弗格森案（1896年）产生的结果类似。

## 历史
1859年9月，这所华人学校（现为位于克莱街950号的 Gordon J. Lau 小学）在旧金山唐人街作为一所面向华人学生的公立学校开办。在旧金山，华人学生被法律禁止进入其他公立学校就读。
入学率低的一个原因可能是华裔美国人过少涉及学校的管理。旧金山教育委员会声称缺乏资金，仅仅在运营了四个月后就关闭了这所学校，只在白人社群抗议亚裔加入他们的学校之后，学校才重新开放。
从1859年到1870年，旧金山对中国学生实行了种族隔离，法律修改后取消了对中国儿童进行全面教育的要求。1871年，旧金山悄悄地削减了对中国学校的资助，最终导致学习倒闭。中国父母经常把孩子送到教会学校或聘请私人教师。:127-131。
1884年，赵洽和玛丽·泰普（Mary Tape）对旧金山对他们女儿就学问题的做法提出质疑，他们的女儿玛米想要就读杰克逊街1451号的白人公立学校。在学校拒绝录取玛米之后，泰普在“泰普诉赫尔利案”的诉讼中起诉了学区并胜诉。旧金山学区就下级法院的裁决向加州最高法院提出上诉，大法官维持了下级法院的判决。该案保障了华人父母所生子女接受公共教育的权利。1885年，旧金山学区建立了一所独立的华人小学；“华人学校”后来改名为“东方学校”，这样中国、韩国和日本的学生都可以被分配到这所学校。

## 背景
玛米·泰普是一位出生在旧金山的华裔美国人。她的双亲赵洽（Joseph Tape）（1852-1935）和玛丽·麦克格雷德利·泰普（Mary McGradery Tape，1857-1934）都是来自中国的移民。赵洽是商人，也是中国领事馆的翻译，玛丽·泰普则是业余摄影师和艺术家。

### 州立法
加利福尼亚州最早的设立公共教育（“普通学校”）的法律是在1851年通过的，法律对种族没有具体的要求说明，表明按“按该州五至十八岁儿童的总数”来分配州资金（第二条第1款）。之后它被废除了，取而代之的是1852年的一项法律，它也没有种族限制。
替代的普通学校设立法案于1855年发布，只计算“每个县4至18岁白人儿童的数量”（第3、12、18条），并允许在“50名白人家庭户主的请愿”（第22条）的情况下设立学校。1860年，加利福尼亚州修改了1855年的法律，禁止“黑人、蒙古人和印第安人”进入公立学校，并授权加利福尼亚州公共教育主管安德鲁·J·莫尔德（Andrew J. Moulder）权利，如果某地区违反了修订后的法律，他能够扣留州政府资金。法案允许建立隔离学校（第8条）。1863年的法案（第68条）重申了建立隔离学校的规定，当时“普通学校”一词被“公立学校”取代，在1864年，这项规定得到巩固，当时增加了一项要求，即需要“10名或更多非白人儿童”的监护人提出申请，才能建立一所隔离学校（第13条）。
1866年，该法律被修改，明确规定公立学校的入学人数仅限于“5至21岁的所有白人儿童”（第53条），并要求“非裔或蒙古裔儿童以及不受白人照顾的印第安儿童”在隔离学校接受教育（第57条），但有根据当地学校委员会的多数赞成票达成了一项例外规定，“混血的印第安儿童，以及居住在白人家庭中或在白人监护下的印第安儿童”可就读公立学校（第56条）。他们还准备了最后的手段，“除白人儿童以外的其他儿童”在公立学校接受教育是允许的，“前提是，这些学校的大多数学生家长不提出书面反对，” 而且这些儿童没有其他的就学途径（第58条）。该法现在要求设立隔离但平等的学校（第59条）。1870年修订该法时，保留了对白人儿童学生的限制（第53条），并且只为“非洲裔儿童和印第安儿童”（第56条）提供隔离学校，取消了对中国儿童进行完全教育的要求。上述的可行的例外情况（白人家庭或其他大多数父母书面同意印第安儿童入学）也消失了。隔离但平等的条款仍然存在（第57条）。
1880年，《政治法典》进行了修订，取消了对白人学生入学的限制（第1662条），废除了要求隔离但平等（第1671条）的种族隔离学校（第1669条）的章节。

## 问题
1884年，当时8岁的玛米因为中国血统而被公立学校拒绝入学。她的父母起诉旧金山教育委员会。他们认为学校董事会的决定违反了《加利福尼亚州政治法典》，其中规定：
除非法律另有规定，否则每所学校必须向居住在本区的所有6岁至21岁的儿童开放；如果有正当理由，受托委员会或市教育委员会有权接纳不居住在该区的成人和儿童。受托人有权将有肮脏或有恶习的儿童，或患有传染病的儿童排除在外。
作为回应，泰普家庭提供了医疗文件，证明玛米·泰普的健康状况良好，但学校董事会没有改变他们的论点。1885年1月9日，高等法院法官麦奎尔（McGuire）做出了偏向泰普的判决。在诉讼中，加州最高法院维持了判决。
他写道，“拒绝中国父母在本州所生的孩子进入公立学校是违反该州法律和美国宪法的。”

作为对裁决的回应，玛丽·泰普给旧金山学校董事会发了一封愤怒的信，表达了她的愤怒：
但愿你，莫尔德先生，永远不要像你迫害小玛米泰普那样受到迫害。生为中国人是一种耻辱吗？难道我们不是上帝创造的吗！！！这是什么权利！你非得禁止我的孩子上学，就因为她是中国人的后裔。玛米泰普永远也不会上你们参与的任何一所华人学校！永远不会！！！先生，我要让全世界看到，当世界被种族偏见的人统治时还有什么正义可言！！！

## 结果

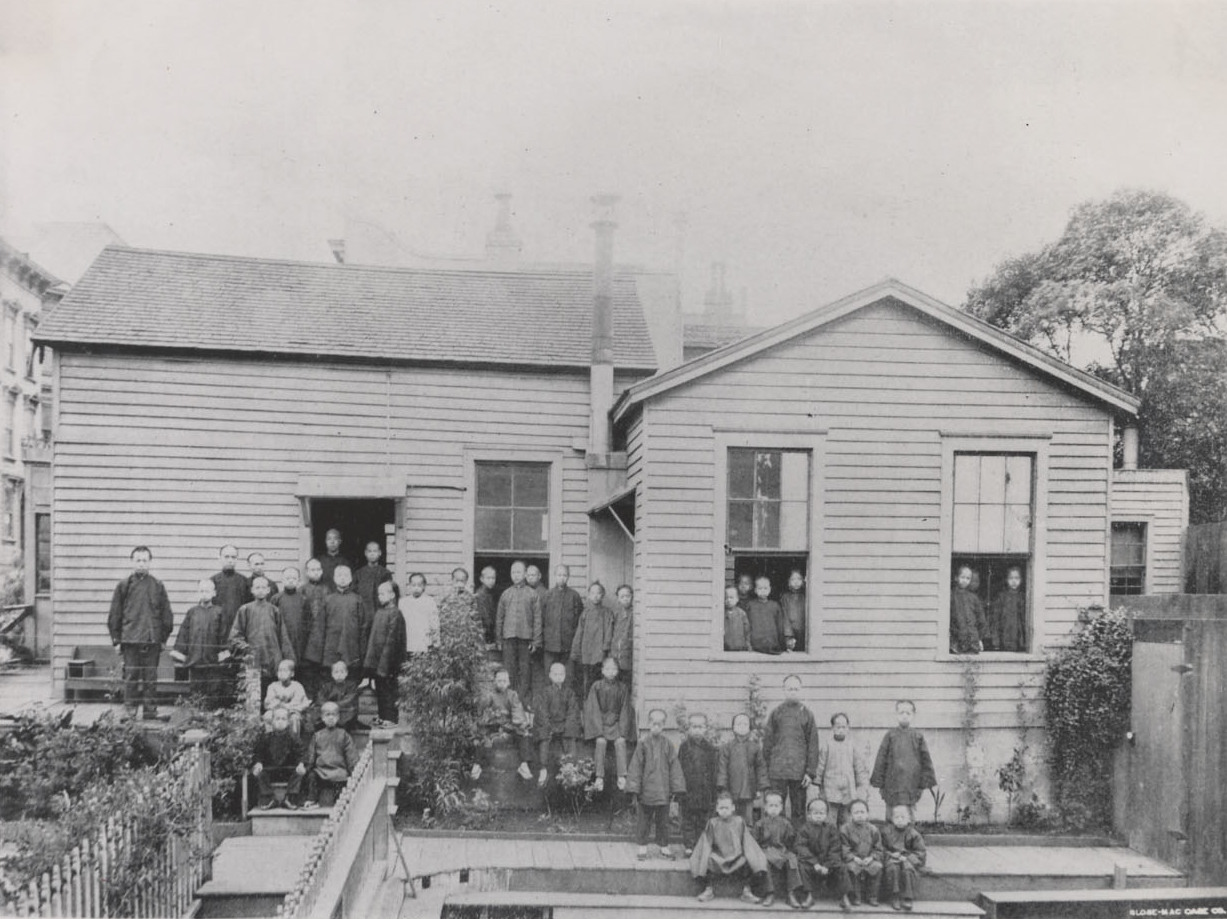
华人小学，916 Clay

在作出决定之后，旧金山公立学校的管理者安德鲁·莫尔德（Andrew Moulder）于1885年3月4日给加利福尼亚州众议院代表梅（W.B.May）发了一封电报，敦促通过正在讨论的法案，为中国和其他“蒙古族裔”儿童重建一个种族隔离学校系统。“如果不采取这样的行动，我完全有理由相信，我们的一些班级将被蒙古人淹没。麻烦会接踵而至。”梅的回应是支持议会第268号法案第二天通过。AB 268允许建立“为蒙古族或中国血统的儿童设立单独的学校。当建立这样的种族隔离学校时，中国或蒙古儿童不得进入任何其他学校。”这样旧金山学校董事会就有权在旧金山建立华人小学。
泰普诉赫尔利案在时间上和实质上都与具有里程碑意义的普莱西诉弗格森案相似，该案在1896年以“隔离但平等”为前提，证明了种族隔离学校的合法性。然而，这两起案件的不同之处在于，非裔美国儿童被视为公民，华裔儿童被视为外人。